# Vendenesse-sur-Arroux
 (mars 2021).
La mise en forme du texte ne suit pas les recommandations de Wikipédia : il faut le « wikifier ».
Les points d'amélioration suivants sont les cas les plus fréquents. Le détail des points à revoir est peut-être précisé sur la page de discussion.
- Les titres sont pré-formatés par le logiciel. Ils ne sont ni en capitales, ni en gras.
- Le texte ne doit pas être écrit en capitales (les noms de famille non plus), ni en gras, ni en italique, ni en « petit »…
- Le gras n'est utilisé que pour surligner le titre de l'article dans l'introduction, une seule fois.
- L'italique est rarement utilisé : mots en langue étrangère, titres d'œuvres, noms de bateaux, etc.
- Les citations ne sont pas en italique mais en corps de texte normal. Elles sont entourées par des guillemets français : « et ».
- Les listes à puces sont à éviter, des paragraphes rédigés étant largement préférés. Les tableaux sont à réserver à la présentation de données structurées (résultats, etc.).
- Les appels de note de bas de page (petits chiffres en exposant, introduits par l'outil «  Source ») sont à placer entre la fin de phrase et le point final[comme ça].
- Les liens internes (vers d'autres articles de Wikipédia) sont à choisir avec parcimonie. Créez des liens vers des articles approfondissant le sujet. Les termes génériques sans rapport avec le sujet sont à éviter, ainsi que les répétitions de liens vers un même terme.
- Les liens externes sont à placer uniquement dans une section « Liens externes », à la fin de l'article. Ces liens sont à choisir avec parcimonie suivant les règles définies. Si un lien sert de source à l'article, son insertion dans le texte est à faire par les notes de bas de page.
- La présentation des références doit suivre les conventions bibliographiques. Il est recommandé d'utiliser les modèles {{Ouvrage}}, {{Chapitre}}, {{Article}}, {{Lien web}} et/ou {{Bibliographie}}. Le mode d'édition visuel peut mettre en forme automatiquement les références.
- Insérer une infobox (cadre d'informations à droite) n'est pas obligatoire pour parachever la mise en page.

Pour une aide détaillée, merci de consulter Aide:Wikification.
Si vous pensez que ces points ont été résolus, vous pouvez retirer ce bandeau et améliorer la mise en forme d'un autre article.
Vendenesse-sur-Arroux est une commune française située dans le département de Saône-et-Loire, en région Bourgogne-Franche-Comté. Vendenesse-sur-Arroux est un village fleuri deux fleurs.

## Géographie

### Climat
Pour des articles plus généraux, voir Climat de la Bourgogne-Franche-Comté et Climat de Saône-et-Loire.
En 2010, le climat de la commune est de type climat océanique dégradé des plaines du Centre et du Nord, selon une étude du Centre national de la recherche scientifique s'appuyant sur une série de données couvrant la période 1971-2000. En 2020, Météo-France publie une typologie des climats de la France métropolitaine dans laquelle la commune est exposée à un climat océanique altéré et est dans la région climatique Centre et contreforts nord du Massif Central, caractérisée par un air sec en été et un bon ensoleillement.
Pour la période 1971-2000, la température annuelle moyenne est de 10,9 °C, avec une amplitude thermique annuelle de 17 °C. Le cumul annuel moyen de précipitations est de 891 mm, avec 12,3 jours de précipitations en janvier et 7,5 jours en juillet. Pour la période 1991-2020, la température moyenne annuelle observée sur la station météorologique de Météo-France la plus proche, « Cressy », sur la commune de Cressy-sur-Somme à 17 km à vol d'oiseau, est de 12,0 °C et le cumul annuel moyen de précipitations est de 915,9 mm. 
La température maximale relevée sur cette station est de 41,1 °C, atteinte le 24 juillet 2019 ; la température minimale est de −22 °C, atteinte le 16 janvier 1985,,.
Les paramètres climatiques de la commune ont été estimés pour le milieu du siècle (2041-2070) selon différents scénarios d'émission de gaz à effet de serre à partir des nouvelles projections climatiques de référence DRIAS-2020. Ils sont consultables sur un site dédié publié par Météo-France en novembre 2022.

## Urbanisme

### Typologie
Au 1er janvier 2024, Vendenesse-sur-Arroux est catégorisée commune rurale à habitat dispersé, selon la nouvelle grille communale de densité à sept niveaux définie par l'Insee en 2022.
Elle est située hors unité urbaine. Par ailleurs la commune fait partie de l'aire d'attraction de Gueugnon, dont elle est une commune de la couronne,. Cette aire, qui regroupe 12 communes, est catégorisée dans les aires de moins de 50 000 habitants,.

### Occupation des sols
L'occupation des sols de la commune, telle qu'elle ressort de la base de données européenne d’occupation biophysique des sols Corine Land Cover (CLC), est marquée par l'importance des territoires agricoles (85,8 % en 2018), une proportion identique à celle de 1990 (85,8 %). La répartition détaillée en 2018 est la suivante : 
prairies (62,9 %), zones agricoles hétérogènes (23 %), forêts (11,7 %), zones urbanisées (2,3 %), milieux à végétation arbustive et/ou herbacée (0,2 %). L'évolution de l’occupation des sols de la commune et de ses infrastructures peut être observée sur les différentes représentations cartographiques du territoire : la carte de Cassini (XVIIIe siècle), la carte d'état-major (1820-1866) et les cartes ou photos aériennes de l'IGN pour la période actuelle (1950 à aujourd'hui).

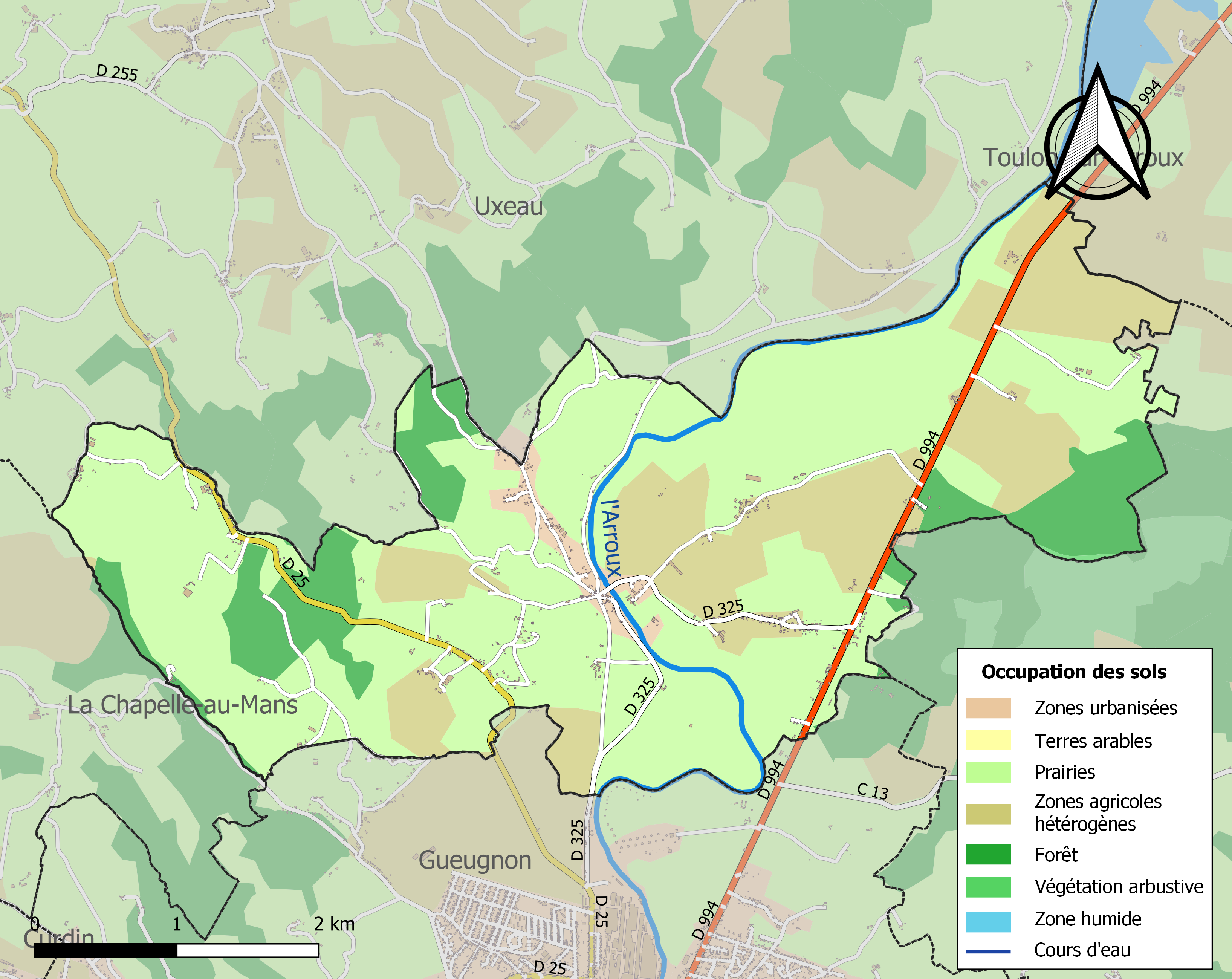
Carte des infrastructures et de l'occupation des sols de la commune en 2018 (CLC).

## Toponymie
Vindonissia doit son nom, soit à la déesse gauloise Vindonissia ou tout simplement au fait que l'eau claire y coulait.
Vindo signifie blanc et issia est le superlatif de blanc.

## Histoire

### Préhistoire
Certaines découvertes prouvent que la région et le territoire de la commune étaient habités aux temps préhistoriques et servaient de terrain  de chasse, deux haches de pierre datant du néolithique ont été trouvées aux Chevannes[réf. nécessaire]

### Vendenesse-sur-Arroux à l'époque de Courtépée
Paroisse, vocable Saint-Marcel, archiprêtré de Luzy, à la collation de l'évêque d'Autun ; 200 communiants. Le clocher et partie de la paroisse sont une seigneurie à M. Duprat de Barbançon ; une autre partie dépend des justices de Beaudésir, château et fief à Pierre du Breuil de la Motte : la Tour du Bois à Paul Ducret, chevalier de Saint-Louis. Cheuraux (Chevriaux) et Chassigneux, le tout dans la bailliage de Montcenis. La partie qui est dans celui de Charolles dépend de la justice de Toulon. Hameaux : Atrecy, Montdemot, avec quelques vignes, Séfrain, Condemine... Plusieurs domaines. Vestiges du château de Rochefort ; Jean de Mazilles y résidait en 1500 ; fief dépendant d'Essanley. Port à Vendenesse pour le bois. A une lieue et demi de Toulon, trois de Digoin, six de Montcenis.

### Du Moyen Âge à la Révolution
À partir du XIIe siècle, l’Arroux sert de limite entre les provinces de Bourgogne et du Charolais. Vendenesse-sur-Arroux est donc coupée en deux. Un document de 1666 (enquête de Bouchu) précise que la partie Bourgogne relève du bailliage de Montcenis et du grenier à sel de Bourbon-Lancy. Elle est composée des hameaux de Vendenesse (le bourg), Condemine, Beaudésir, Valette, Eschaseault  (les Chazeaux), Montdemot et Rochefort. La partie charollaise est du bailliage de Charolles et du grenier à sel de Toulon-sur-Arroux. Ses hameaux sont Chassigneux, Magneault (Meigneau) et une partie d’Attréchy.
Au cours du siècle, plusieurs seigneurs se partagent la commune. Il existe, à cette époque, trois châteaux : Rochefort, Valette et Beaudésir. Il n’y a pas de pont et c’est un bateau entretenu par les villageois (pour 50 livres par an) qui permet d’aller et venir. Le seigneur le plus important est le baron d’Essanlé, Claude Saladin de Montmorillon, seigneur de Rochefort et de Valette, d’une partie du bourg, de Montdemot, Condemine, Attrécy et Chassigneux. Ses revenus sont estimés à 800 livres par an (et quelquefois 1 000 livres) et on précise qu’il est sans emploi ! Le seigneur Léonard de Vallerot est, à la même époque, seigneur de Beaudésir. Le territoire de la propriété sur Vendenesse et Gueugnon lui rapporte 900 livres par an. En 1666 (date d’une recherche des feux, ancêtre du recensement), on trouve également Hugue de Colonges, seigneur d’une partie de Montdemot et Attrécy (à cause de sa seigneurie de la tour du bois), le seigneur de Mazoncle, seigneur de Mayneault et d’une partie de Chassigneux, et damoiselle Jeanne Ducret qui est dame de quelques héritages. Le seigneur d’une autre partie d’Attrécy étant l’abbé de Cluny.
En 1665, en ``Bourgogne’’, on compte 35 "habitants’’ (familles) avec un propriétaire douze métayers, un meunier et dix-huit ``tant journaliers que pauvre veuves et mendiants’’. L’imposition est de 414 livres soit 12 livres par famille en moyenne (ce qui est une imposition
normal). Le ``Charolais’’ compte "sept habitants’’ dont quatre métayers, deux « pauvres propriétaire » et un manœuvre. L’imposition, qui n’est pas la même qu’en Bourgogne, est de 100 livres par an. À cela s’ajoute la dime qui est partagée entre le curé d’Uxeau et le seigneur de Chassy. Elle s’élève à 270 livres pour toute la paroisse. Car, si Vendenesse est administrativement partagée, la paroisse est homogène et dépend de l’évêché d’Autun. Par contre, ce sont les paroissiens de Bourgogne qui doivent s’occuper de l’église. Le revenu de la cure est, en moyenne, de 260 livres par an sans la dime, ce qui est peu pour l’époque.
La production agricole est surtout constituée de seigle et de froment. Le peu de prés qui existe est de « mauvaise qualité » et les bois sont « sans grande valeur. » Il y a trois moulins, celui de Moigneau, celui des Mouches (utilisant l’eau d’un ruisseau) et celui de Valette.

### Le bac de passage de Vendenesse-sur-Arroux
Afin que la commune coupée en deux par l’Arroux, occasionnant de véritable problème, les habitants se réunissent et font une proposition pour l’achat d’un bac en 1854. Celui-ci est acheté qu’en 1856 pour 120 francs (108,50 euros) et un droit de passage est établi. Ce grand bac de 11 mètres de long sur 4.50 mètres de large garni de son chevalet et de sa traille par un batelet garni de sa chaine et par le nombre de mariniers nécessaires au service permet de desservir le passage. Le dernier bac est consenti pour 9 années, du 1er janvier 1874 au 31 décembre 1883. Le pont est construit en 1884.

## Politique et administration
| Période                                  | Période   | Identité                            | Étiquette | Qualité           |
| ---------------------------------------- | --------- | ----------------------------------- | --------- | ----------------- |
| 1805                                     | 1818      | Dumaine                             |           |                   |
| 1819                                     | 1831      | Theureaud                           |           |                   |
| 1832                                     | 1833      | Lheury                              |           |                   |
| 1834                                     | 1852      | Jean-Marie Dumontet                 |           |                   |
| 1852                                     | 1854      | Louis-Michel Theureaud              |           |                   |
| mars 1855                                | mars 1860 | Alexis Ducroux                      |           |                   |
| mars 1860                                | mars 1896 | Alfred de Valence                   |           |                   |
| mars 1896                                | mars 1906 | Guy de Valence (révoqué par décret) |           |                   |
| mars 1906                                | mars 1908 | Lucien Gravier                      |           |                   |
| mars 1908                                | mars 1910 | Guy de Valence (démission)          |           |                   |
| mars 1910                                | mars 1921 | Charles Hugon (révoqué)             |           |                   |
| mars 1921                                | mars 1926 | Guy de Valence (démission)          |           |                   |
| mars 1926                                | mars 1936 | Louis Perrin                        |           |                   |
| mars 1936                                | mars 1971 | Jean-Marie Fèvre                    |           |                   |
| mars 1971                                | mars 1978 | Claude Sauvaget                     |           |                   |
| mars 1978                                | mars 1989 | Lucien Dauvergne                    |           |                   |
| mars 1989                                | mars 2008 | Jean-Claude Augard                  |           | Agent de maitrise |
| mars 2008                                | mai 2020  | Gilles Nivot                        |           |                   |
| mai 2020                                 | en cours  | Christian Simonin                   |           |                   |
| Les données manquantes sont à compléter. |           |                                     |           |                   |

## Démographie
L'évolution du nombre d'habitants est connue à travers les recensements de la population effectués dans la commune depuis 1793. Pour les communes de moins de 10 000 habitants, une enquête de recensement portant sur toute la population est réalisée tous les cinq ans, les populations de référence des années intermédiaires étant quant à elles estimées par interpolation ou extrapolation. Pour la commune, le premier recensement exhaustif entrant dans le cadre du nouveau dispositif a été réalisé en 2005.

En 2022, la commune comptait 557 habitants, en évolution de −3,47 % par rapport à 2016 (Saône-et-Loire : −1,06 %, France hors Mayotte : +2,11 %).
| 1793 | 1800 | 1806 | 1821 | 1831 | 1836 | 1841 | 1846 | 1851 |
| ---- | ---- | ---- | ---- | ---- | ---- | ---- | ---- | ---- |
| 478  | 408  | 499  | 563  | 567  | 535  | 482  | 519  | 466  |

| 1856 | 1861 | 1866 | 1872 | 1876 | 1881 | 1886 | 1891 | 1896 |
| ---- | ---- | ---- | ---- | ---- | ---- | ---- | ---- | ---- |
| 457  | 492  | 486  | 570  | 582  | 607  | 621  | 570  | 565  |

| 1901 | 1906 | 1911 | 1921 | 1926 | 1931 | 1936 | 1946 | 1954 |
| ---- | ---- | ---- | ---- | ---- | ---- | ---- | ---- | ---- |
| 582  | 559  | 527  | 483  | 467  | 439  | 435  | 439  | 415  |

| 1962 | 1968 | 1975 | 1982 | 1990 | 1999 | 2005 | 2006 | 2010 |
| ---- | ---- | ---- | ---- | ---- | ---- | ---- | ---- | ---- |
| 477  | 487  | 478  | 562  | 594  | 590  | 613  | 614  | 590  |

| 2015 | 2020 | 2022 | - | - | - | - | - | - |
| ---- | ---- | ---- | - | - | - | - | - | - |
| 574  | 563  | 557  | - | - | - | - | - | - |

## Culture locale et patrimoine

### Lieux et monuments

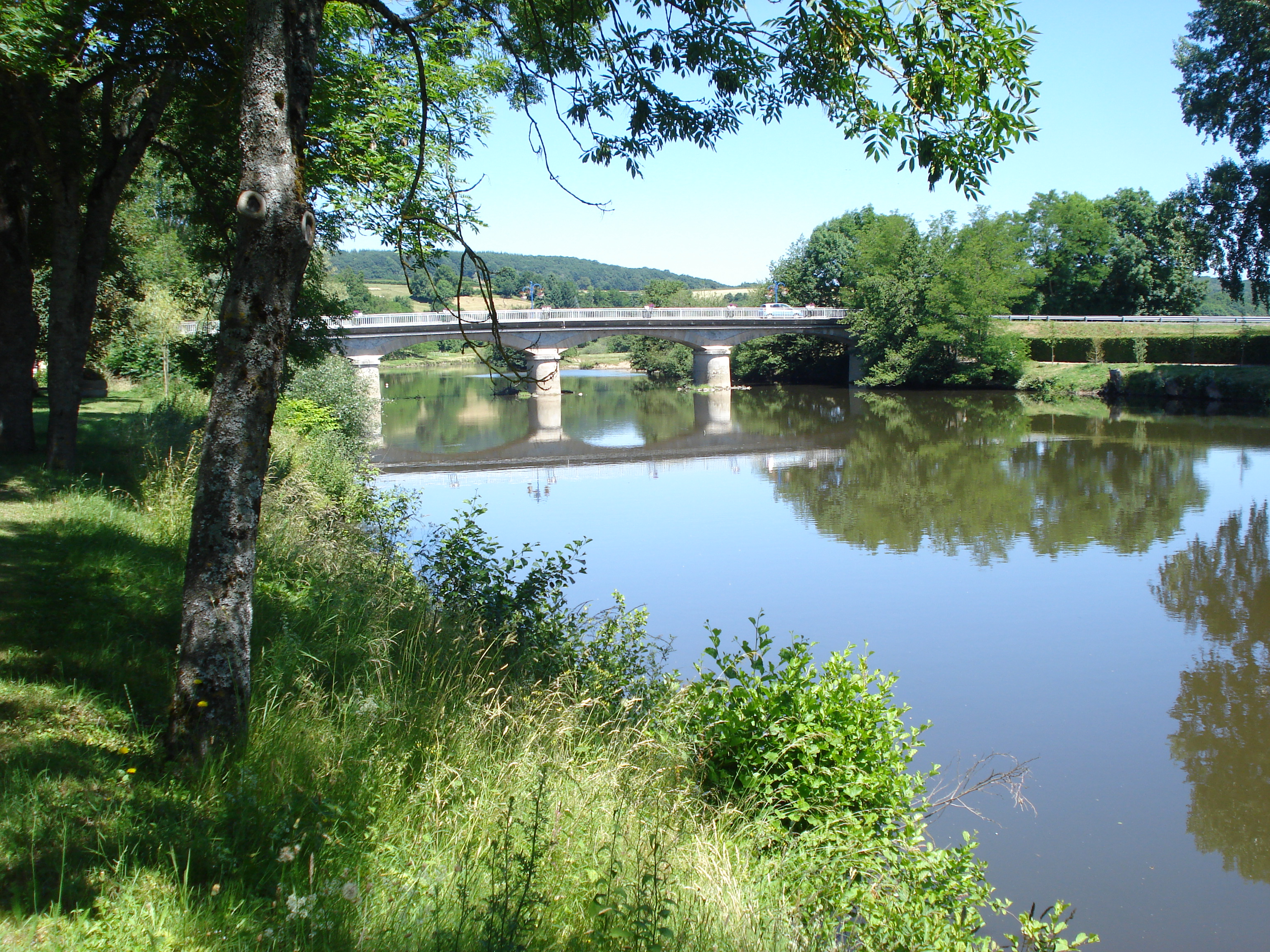
Pont de l'Arroux de Vendenesse-sur-Arroux.
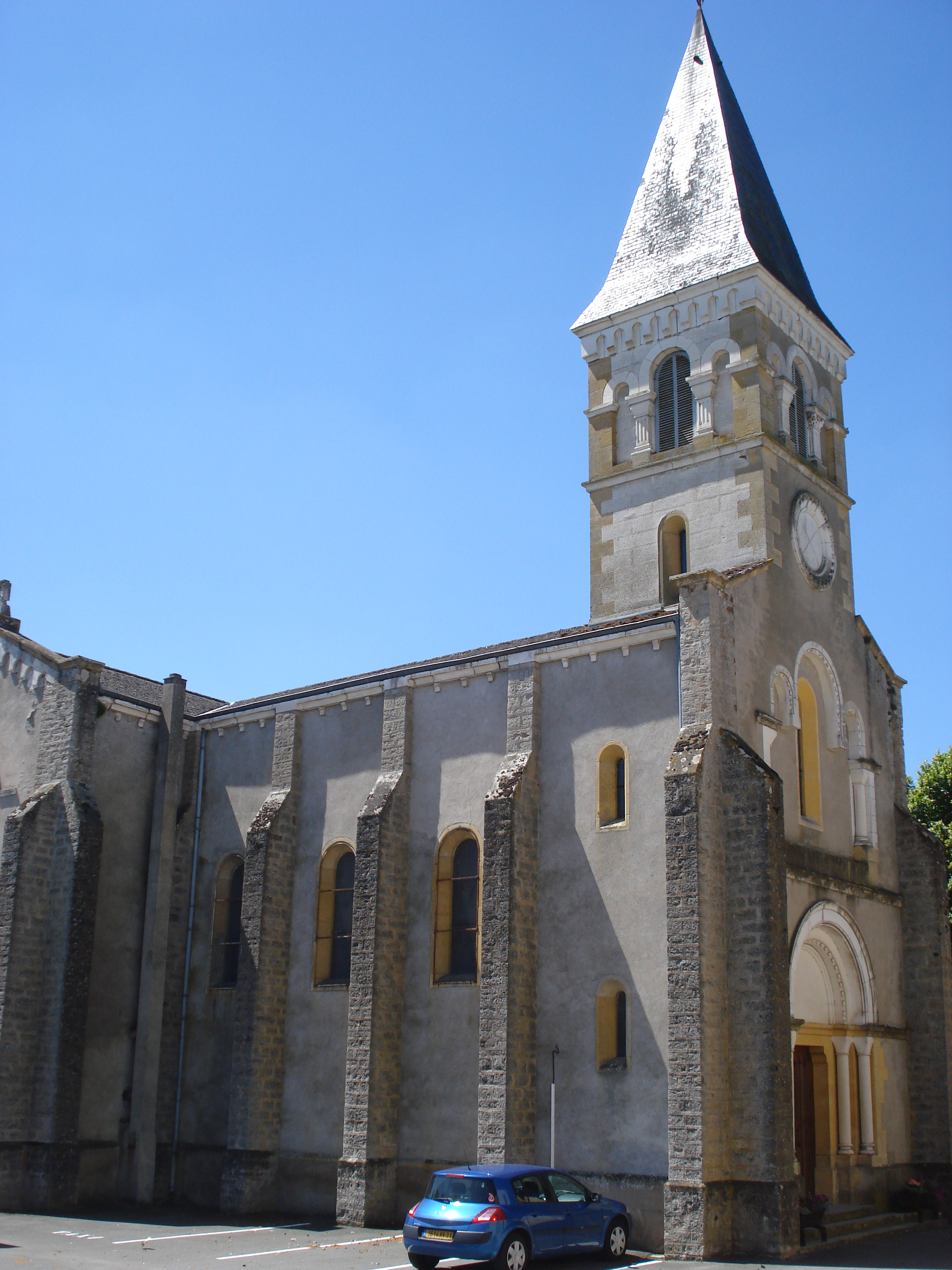
L'église Saint-Marcel du Sacré-Cœur de Vendenesse-sur-Arroux.
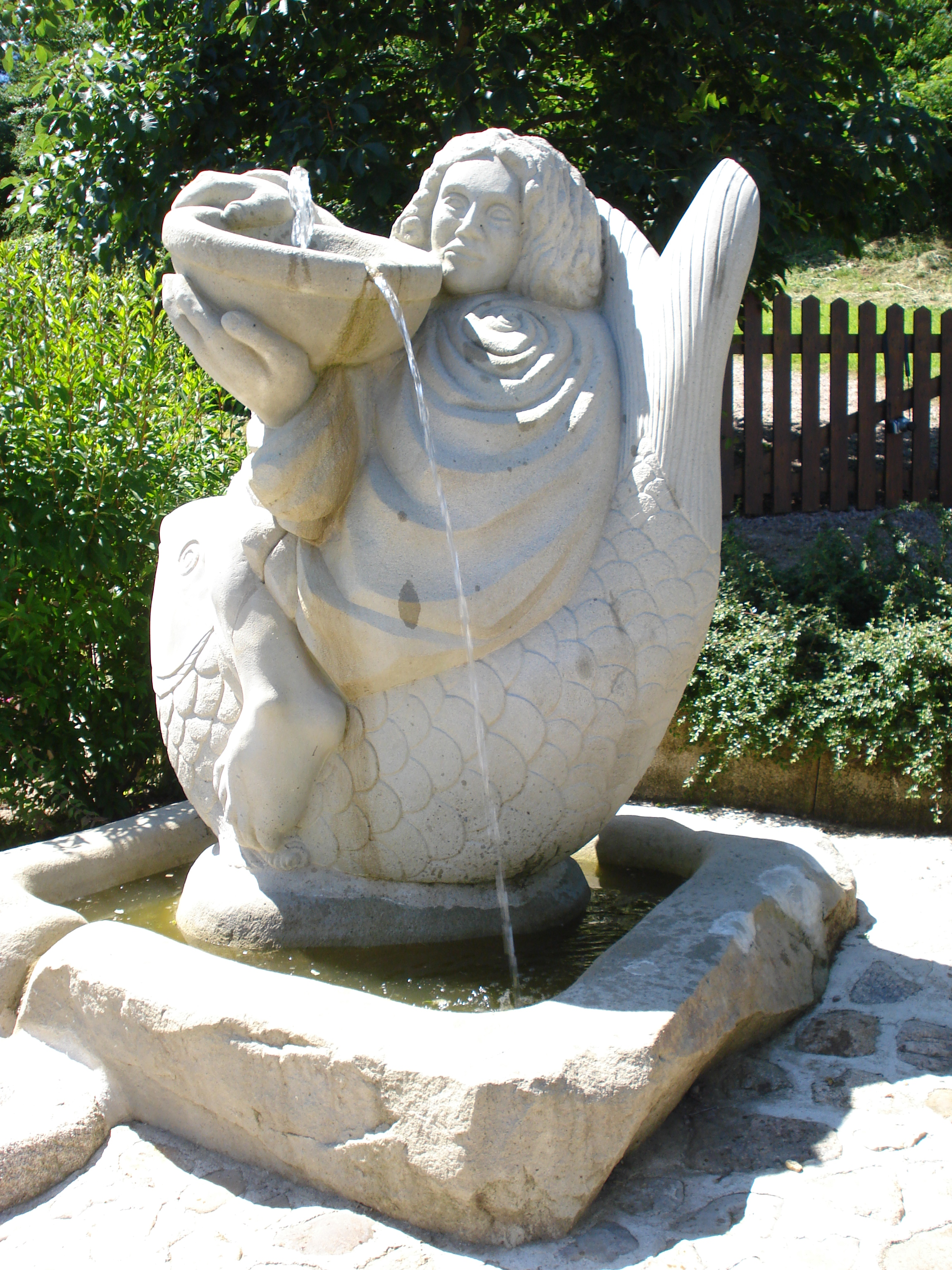
Fontaine de Vendenesse-sur-Arroux (sculptée par M. Marc Lachaize).
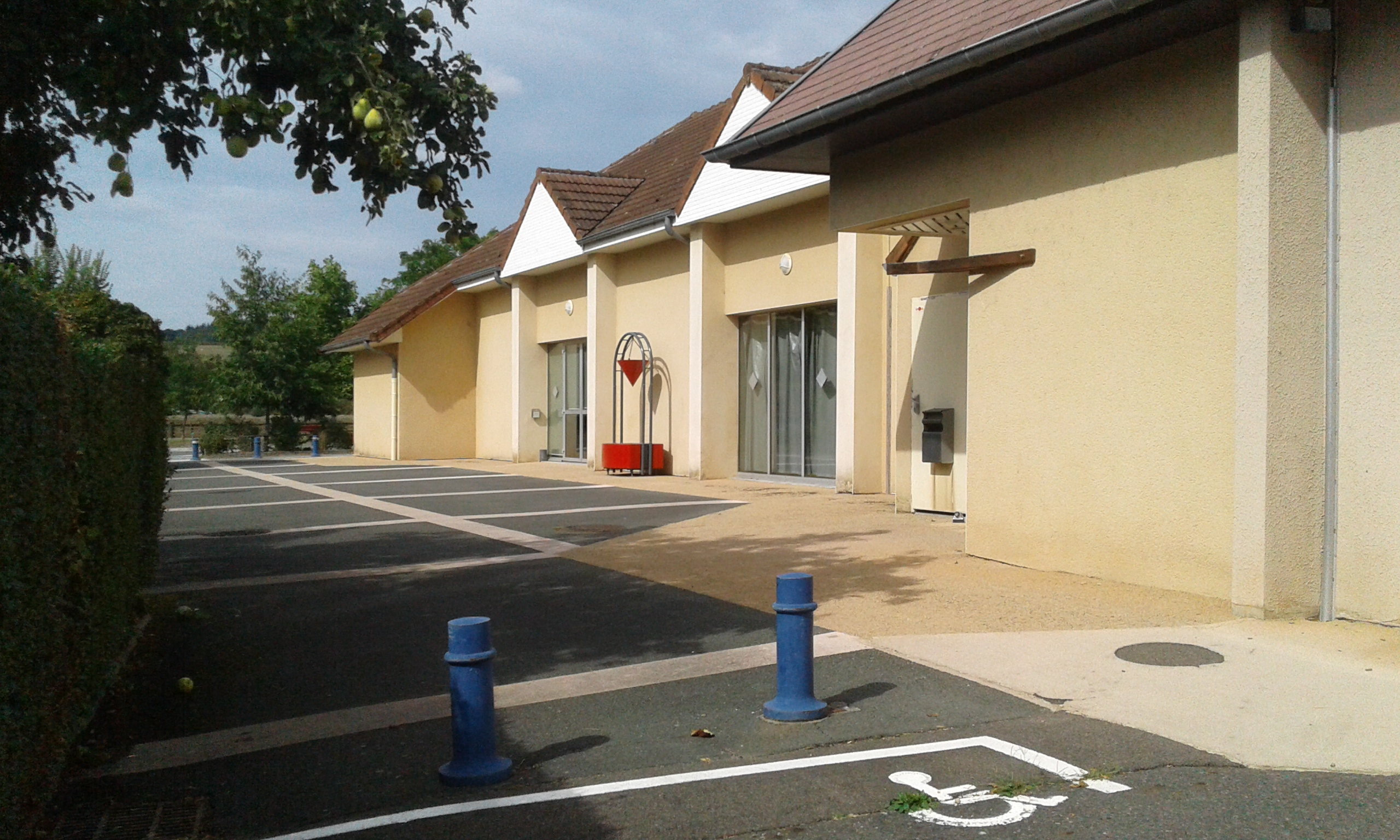
Salle polyvalente de Vendenesse-sur-Arroux.
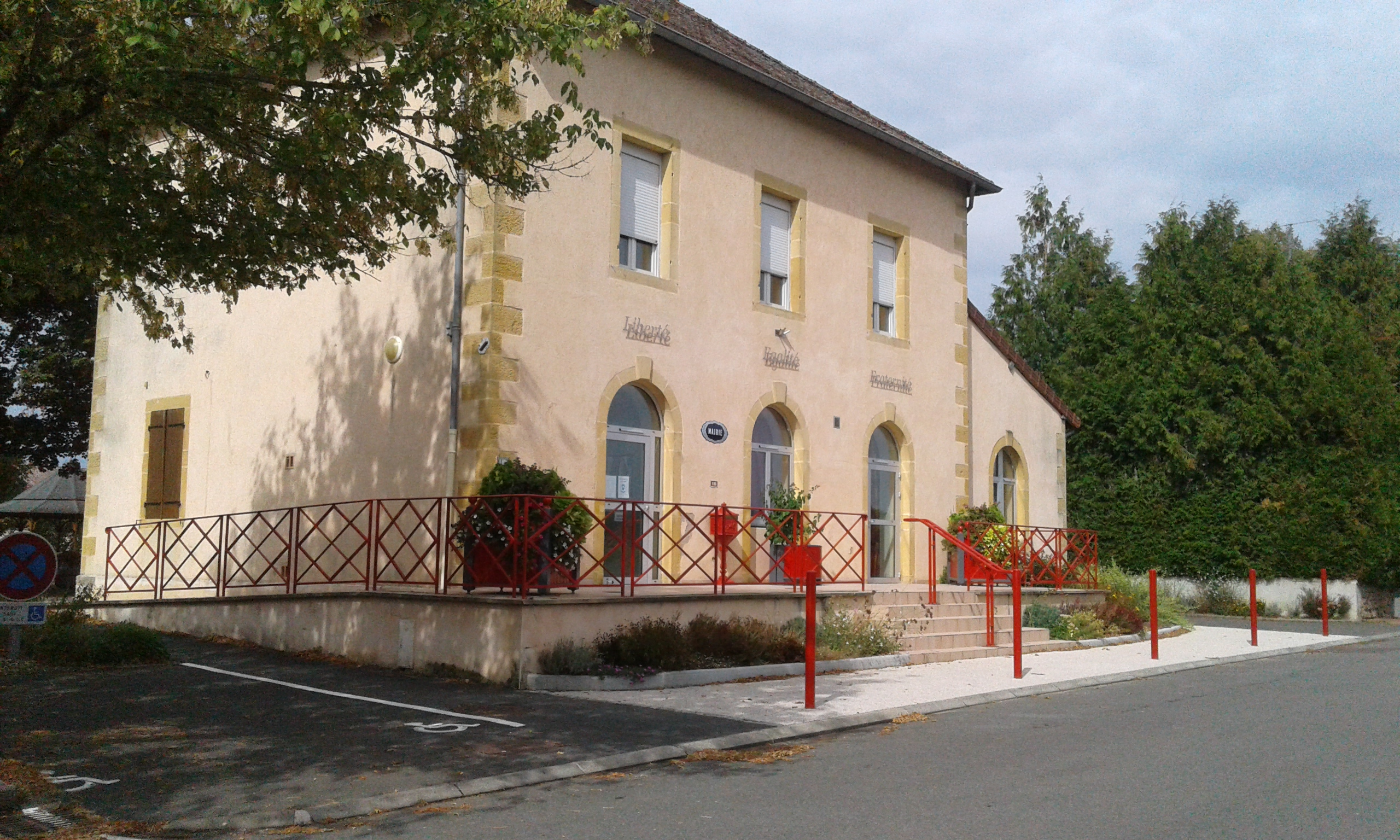
Mairie de Vendenesse-sur-Arroux.
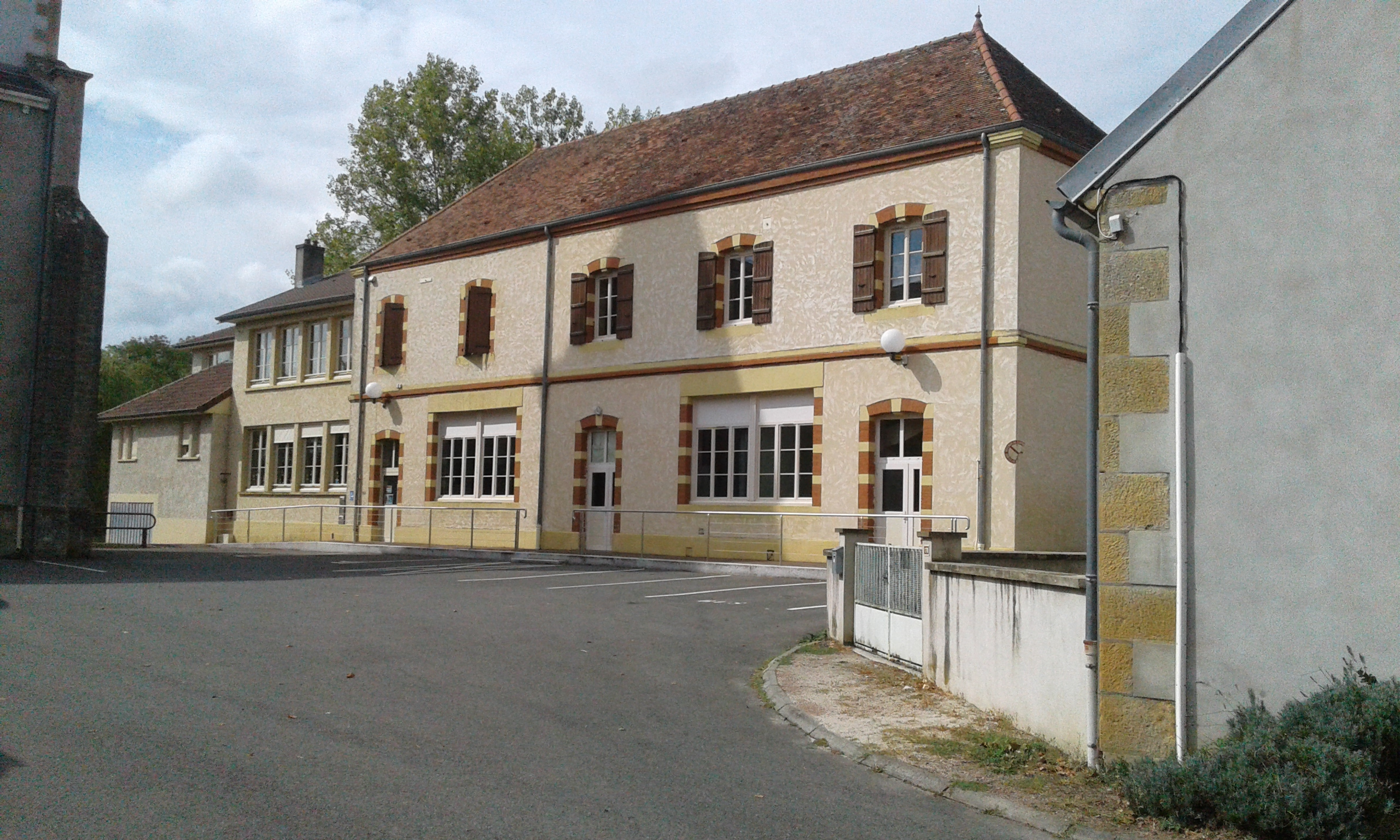
L'école de Vendenesse-sur-Arroux - Les Enfants de l'Arroux.
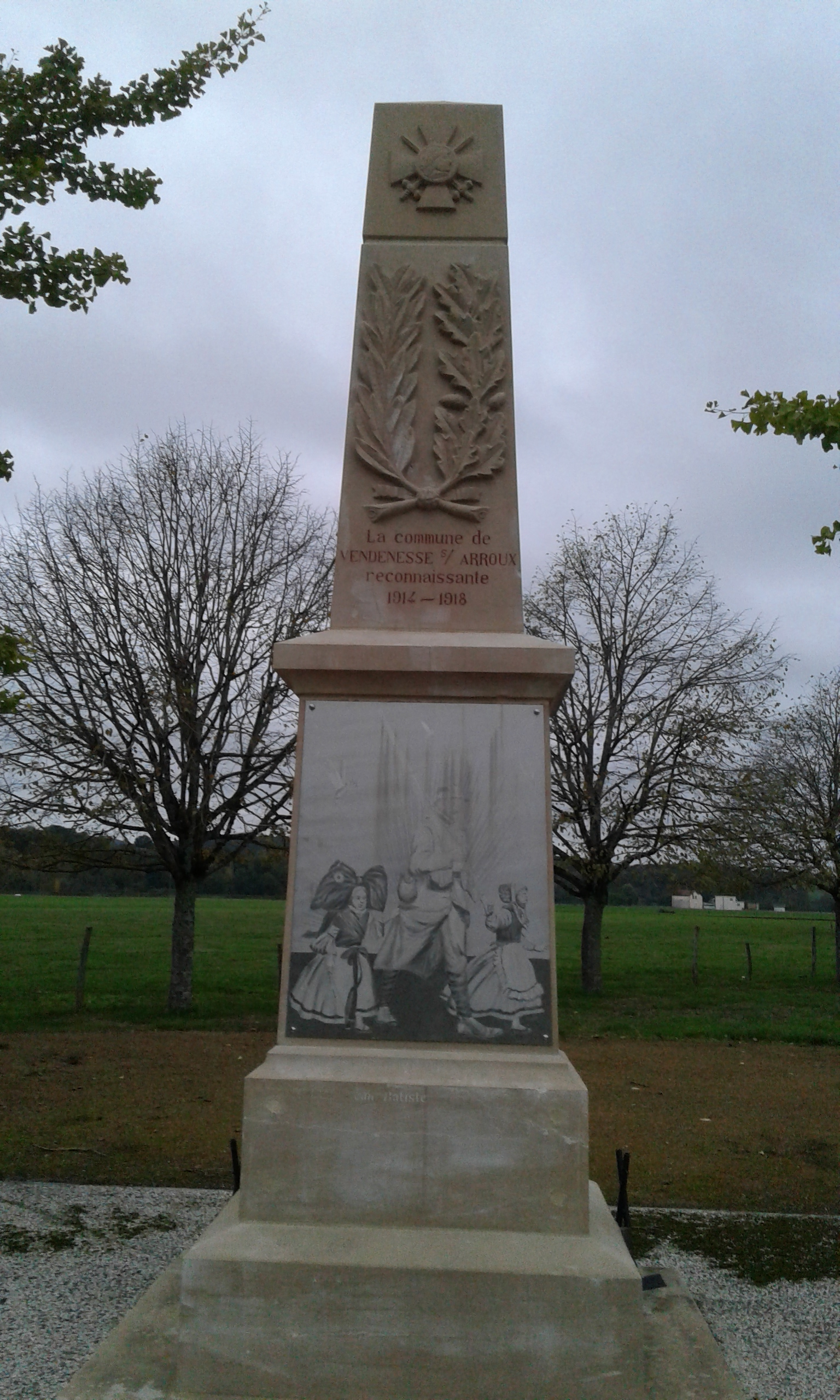
Le monument aux morts de Vendenesse-sur-Arroux.
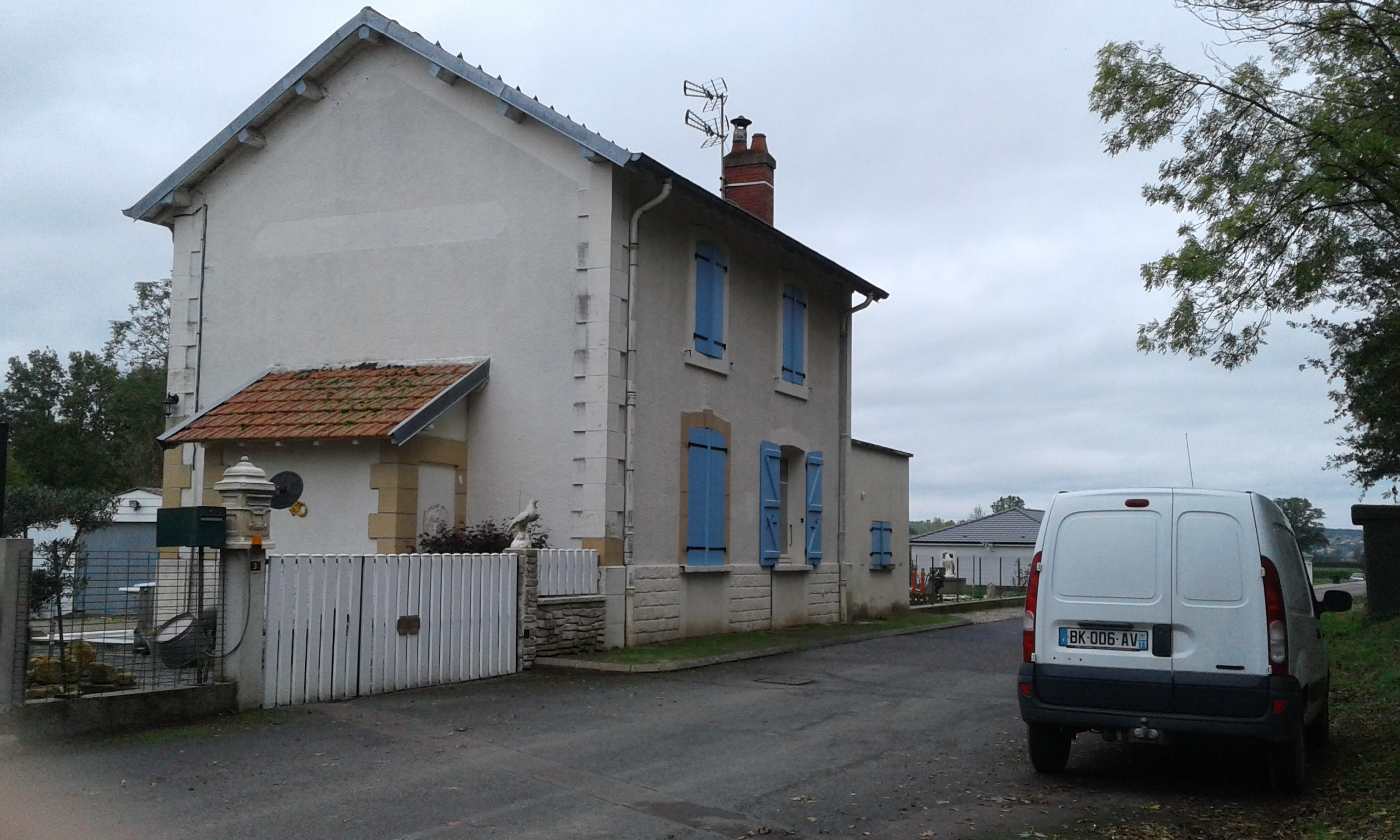
L'ancienne gare de Vendenesse-sur-Arroux,qui est maintenant une maison.

### Châteaux
- Château de Beaudésir : Au XIIIe siècle, Beaudésir était un fief très étendu et très puissant. Vers 1450, le domaine appartient à Guillaume de Fraigne. En 1474, le fief de Beaudésir est tenu par Jehan des Haultes, à la suite de son mariage avec Gilberte de Fraigne, fille de Guillaume. Jehan des Haultes tenta, en 1471, d'enlever la place de Bourbon-Lancy pour le roi. En 1666, il appartient à Léonor de Vallerot, écuyer, prieur et commanditaire de l'abbaye de Sail-sous-Couzan-en-Forez. À sa mort, c'est sa fille, Françoise de Vallerot, future épouse d'Antoine de Chargères, comte du Breuil, qui en hérite.
La première partie du château date du XIIe siècle et comprenait, notamment, une cave voûtée qui existe toujours. Une deuxième partie a été construite au XVIIe siècle. En 1700, le château se compose de deux chambres basses, deux chambres hautes, un grenier, une cuisine, deux écuries et une grange. La cour est entourée d'unmur avec deux tours dont l'une est une chapelle dédiée à sainte Reine et où un ancêtre de la famille Gilbert y aurait été tué en 1789. Derrière le pavillon, se trouve le jardin, un verger et un petit étang avec une cinquantaine de carpes. Les maisons du domaine sont dans la cour et sont occupées par le métayer.
Beaudésir est, à cette époque, une petite seigneurie qui rapporte entre 900 et 1 000 livres par an.
Le château aurait été confisqué comme bien national à la Révolution puis racheté par M. Theureaud alors régisseur et ancêtre de la famille Gilbert (ou donné par le seigneur en échange des bons soins pendant son absence). À la fin du XIXe siècle, M. Hugon, grand-père de M. Gilbert, a trouvé le blason du marquis de la Tour Maubourg en construisant la dernière partie du château.

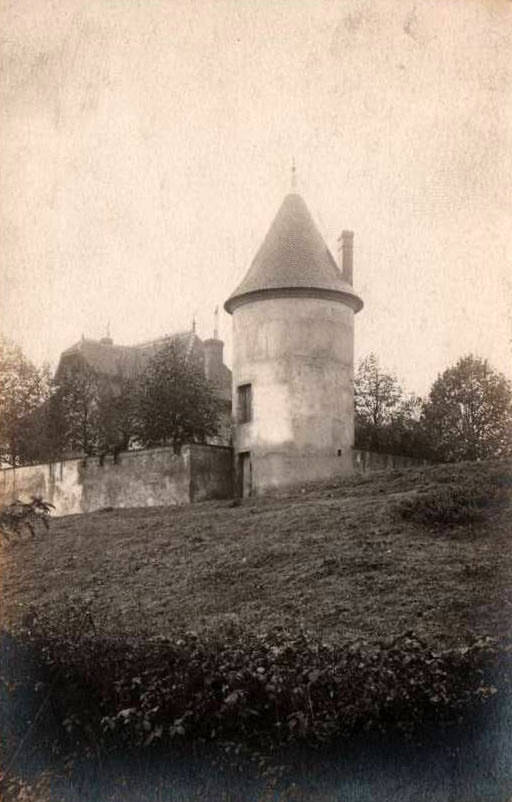
Le château de Beaudésir avant (date inconnue).
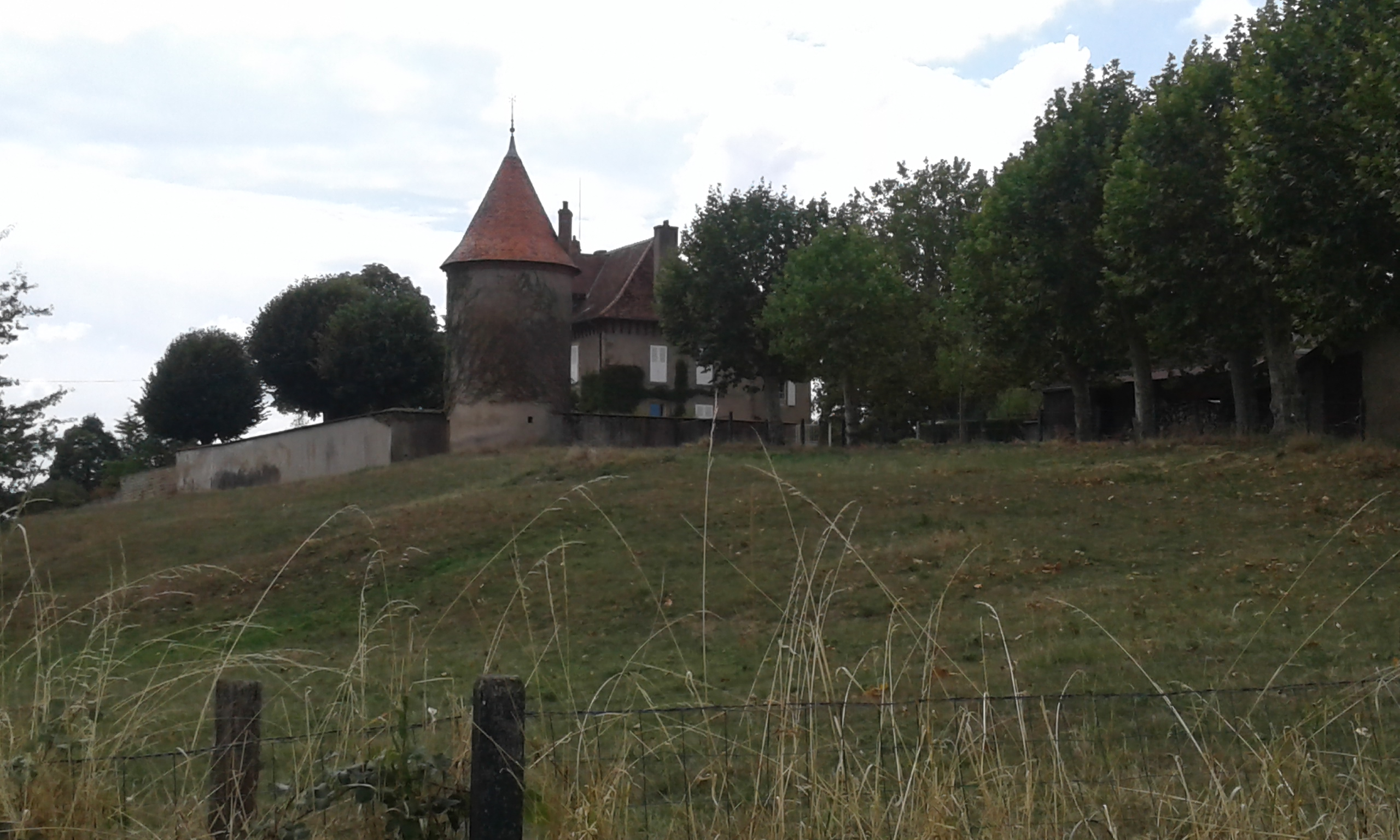
Château de Beaudésir maintenant (2021).

- Château de Rochefort : Le château de Rochefort a été bâti sur les fondations d'une ancienne tour de guet romaine. Au Moyen Âge, le château était une puissante forteresse ancrée dans le roc. Les caves et les prisons étaient  taillées dans la roche. Le château comprenait également un corps de logis avec deux tours rondes. La seigneurie de Rochefort a toujours fait partie de la grande seigneurie de Luzy. En 1406, le domaine appartient à Gérard de Rochefort et en 1500 à Jean de Mazilles, seigneur de Luzy. En 1603, la moitié du domaine est cédée à Charles de Champignolles, seigneur d'Essenley. À partir de 1641, le sort de Rochefort et en est lié à celui de la baronnie d'Essenley, mais plus aucun seigneur n'y réside et n'y résidera. Le domaine comprend alors une métairie, deux étangs dont l'un est converti en pré aujourd'hui, une vigne dans laquelle se trouve la fontaine Saint-Jean et de bois : bois du Chastenier (du Châtaignier), bois Moutru, bois de la Garenne, de Rochefort, etc. Le seigneur de Rochefort est propriétaire du port de Vendenesse et a le droit de pêcher avec "tous engins". Personne ne peut obtenir un bateau pour passer les voyageurs sans licence et consentement du dit seigneur. Il possède également un moulin appelé moulin Maladrout. Il reçoit aussi les rentes des propriétaires de Montdemot, de Vendenesse et du moulin des Mouches sur le ruisseau de Rochefort. À cette époque, la puissance du seigneur est incontestées. Tous les dimanches, le seigneur de Rochefort descendait la rivière pour venir à la messe. On raconte qu'un jour qu'il était en retard et voyant que la messe avait commencé sans lui, de colère il tua le curé !  Depuis le XVIIe siècle, le tout est en ruine et seule subsiste une vieille tour. Vers 1900, la tour est achetée et restaurée par Pierre Campionnet alors conseiller municipal de Vendenesse. Elle est aujourd'hui délabrée.

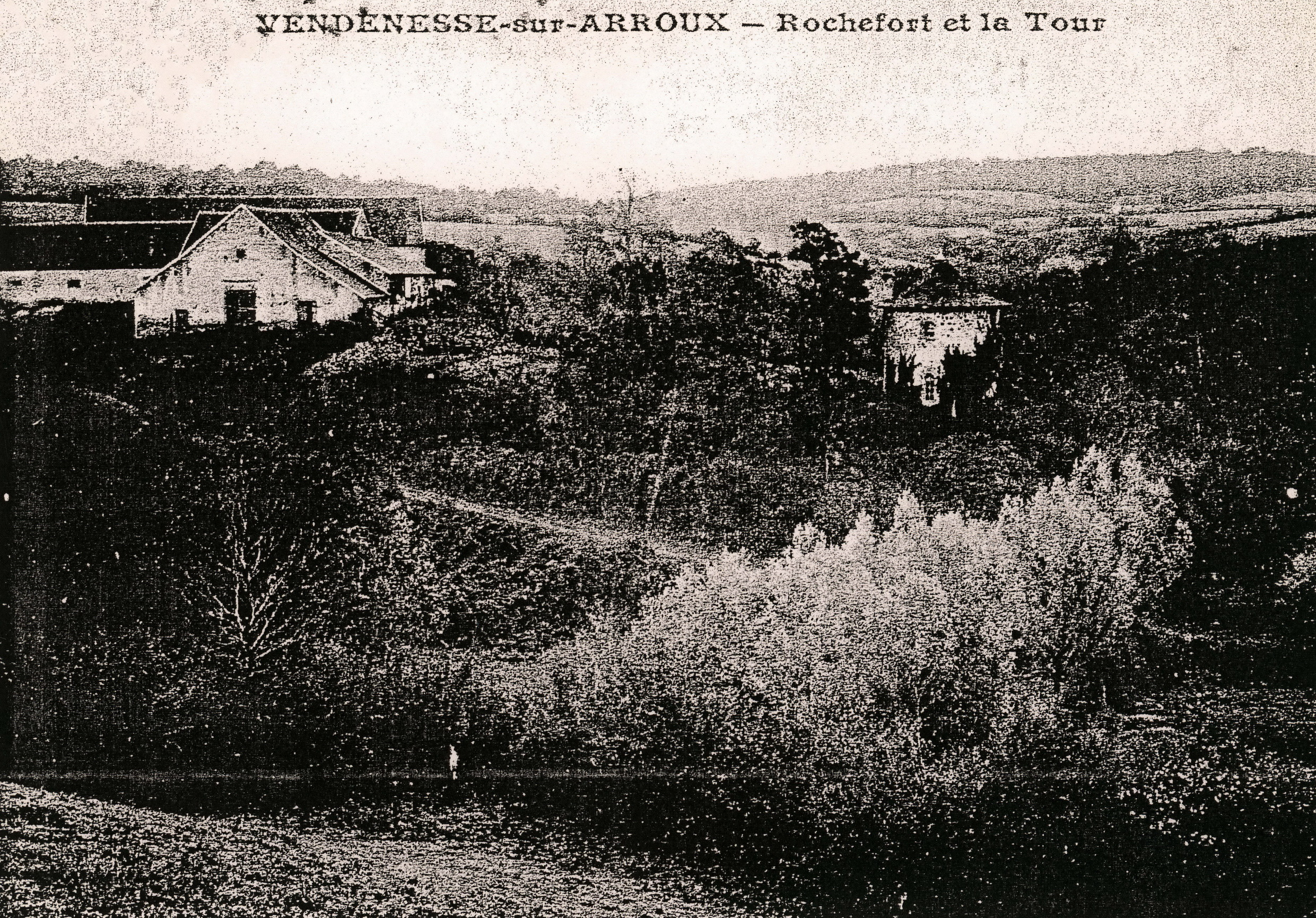
La tour du château de Rochefort avant (vers 1900-1930).
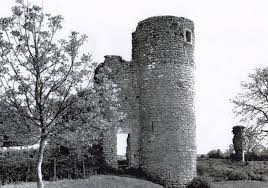
Ruine de la tour du château de Rochefort avant (date inconnue).
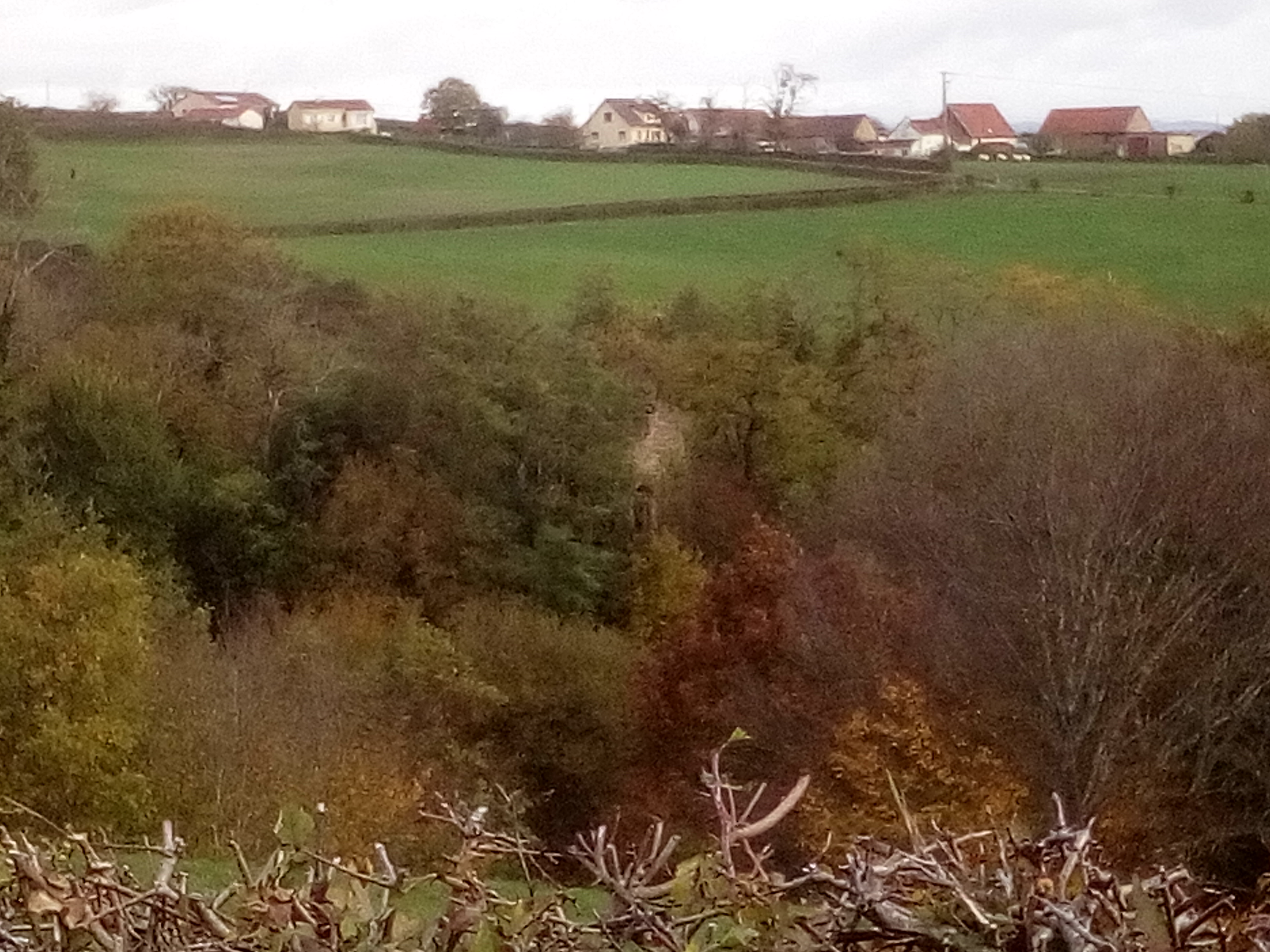
Ruine de la tour du château de Rochefort maintenant (2021).

- Le château du parc : Un premier château était construit en bordure de la rivière. À la fin du XIXe siècle, un château fut reconstruit au milieu du parc par la famille de Valence. Une deuxième tour fut rajoutée un peu plus tard. Vendu en 1954 à la commune de Gueugnon pour en faire un hospice, le château servit  quelque temps de logement de fonction, avant d'être démoli en 1976.

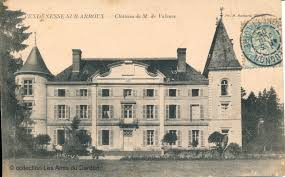
Le château du Parc avant (date inconnue).
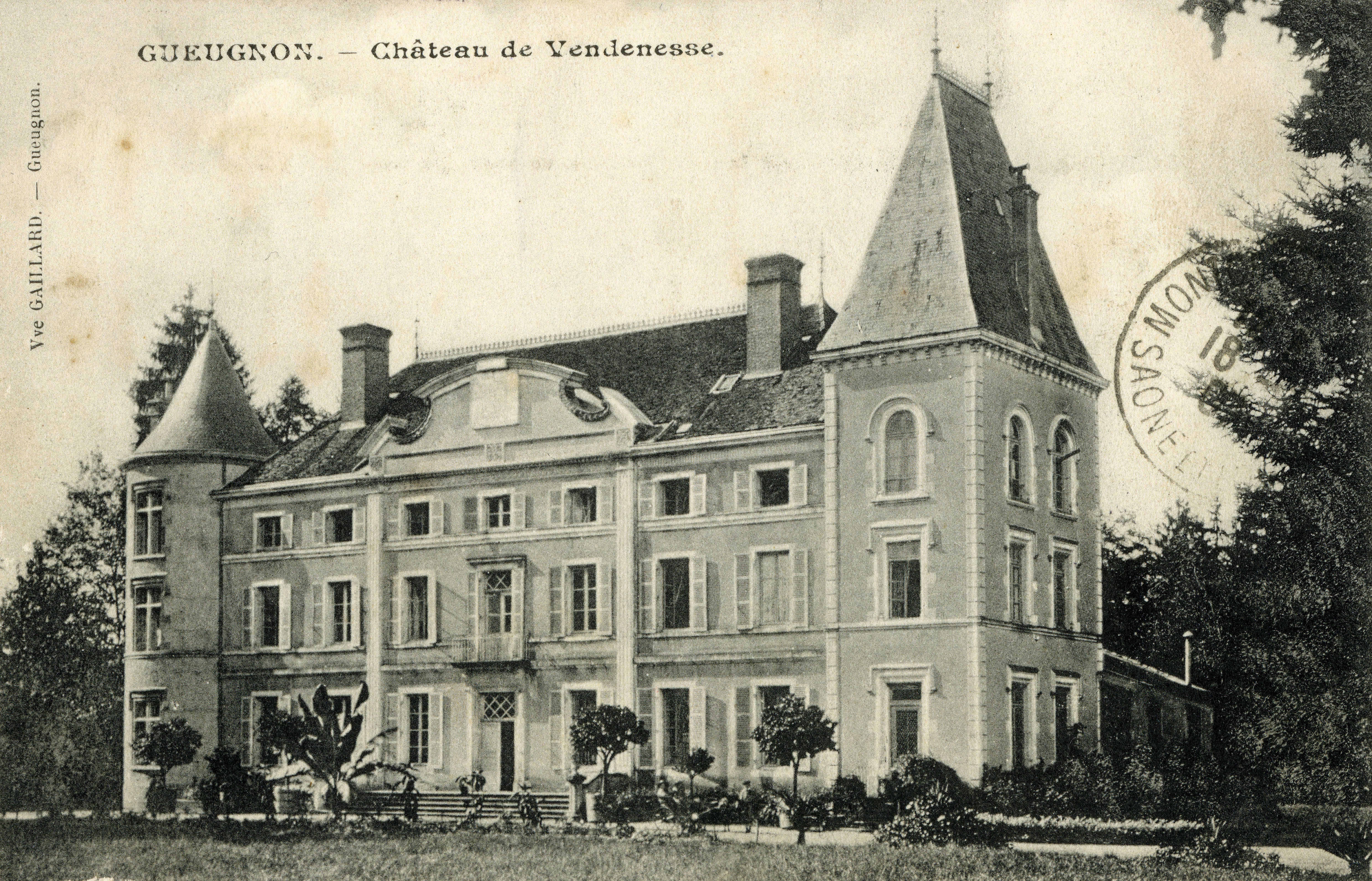
Le château du Parc avant (date inconnue).
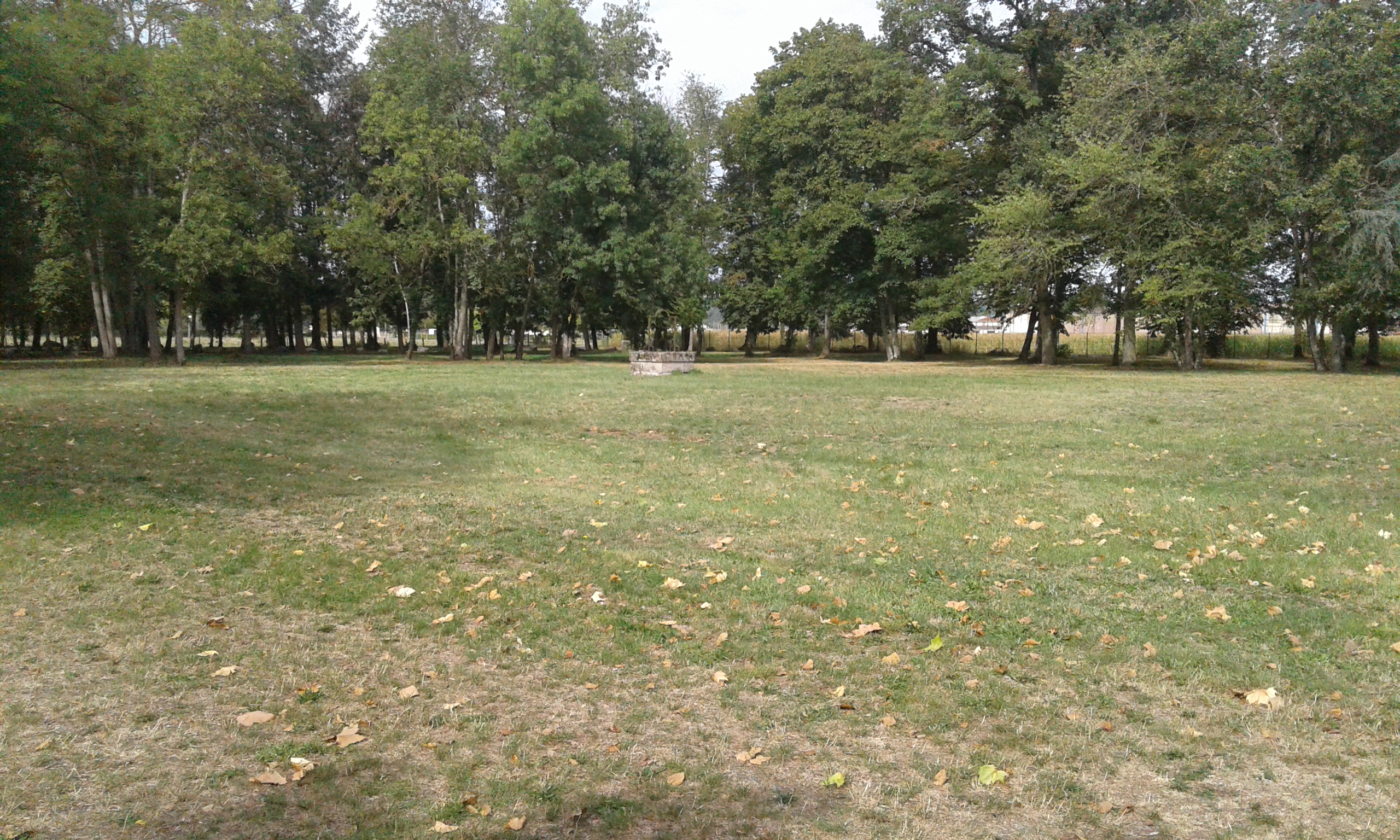
Le château du Parc maintenant (démoli en 1976) (2021).
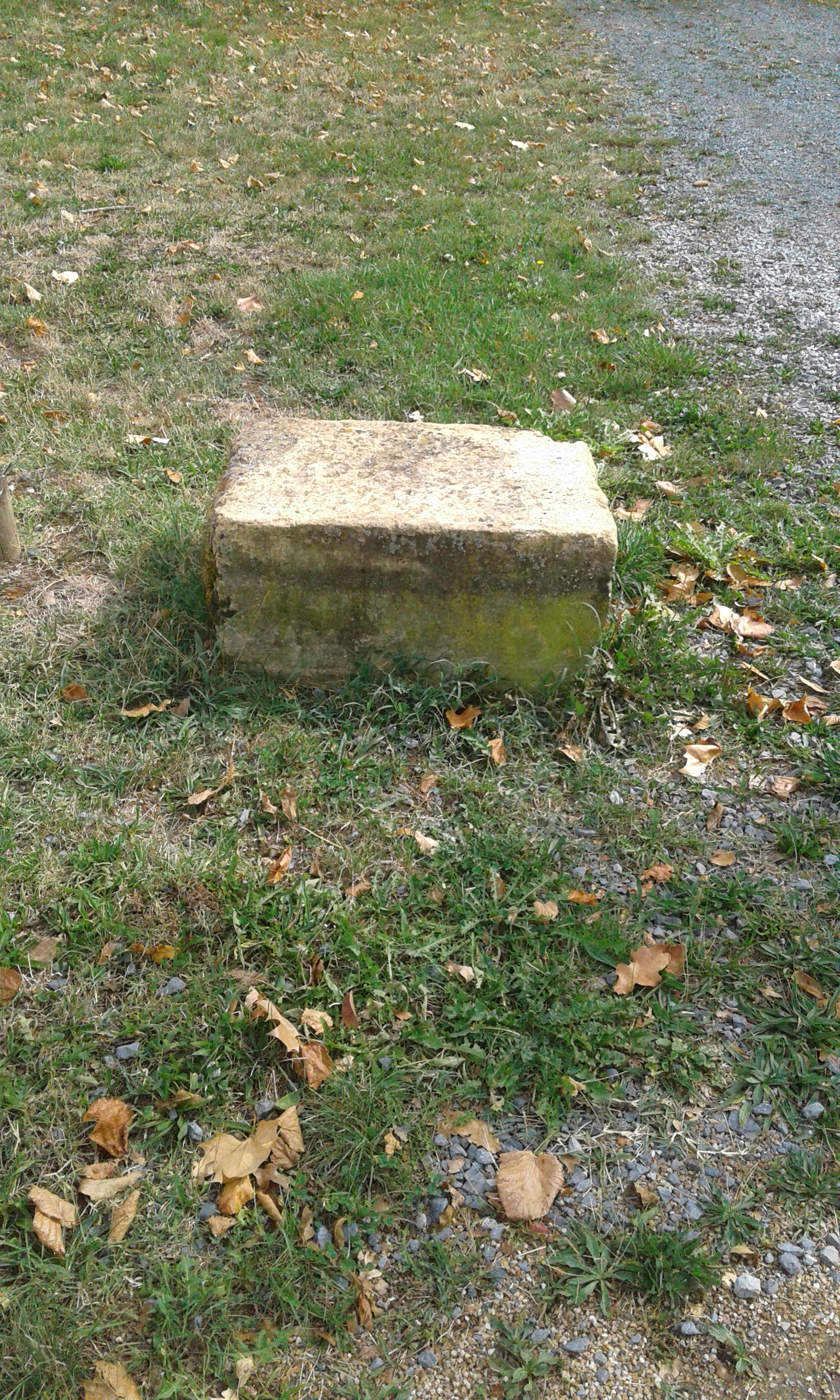
Pierre du château du Parc maintenant (2019).
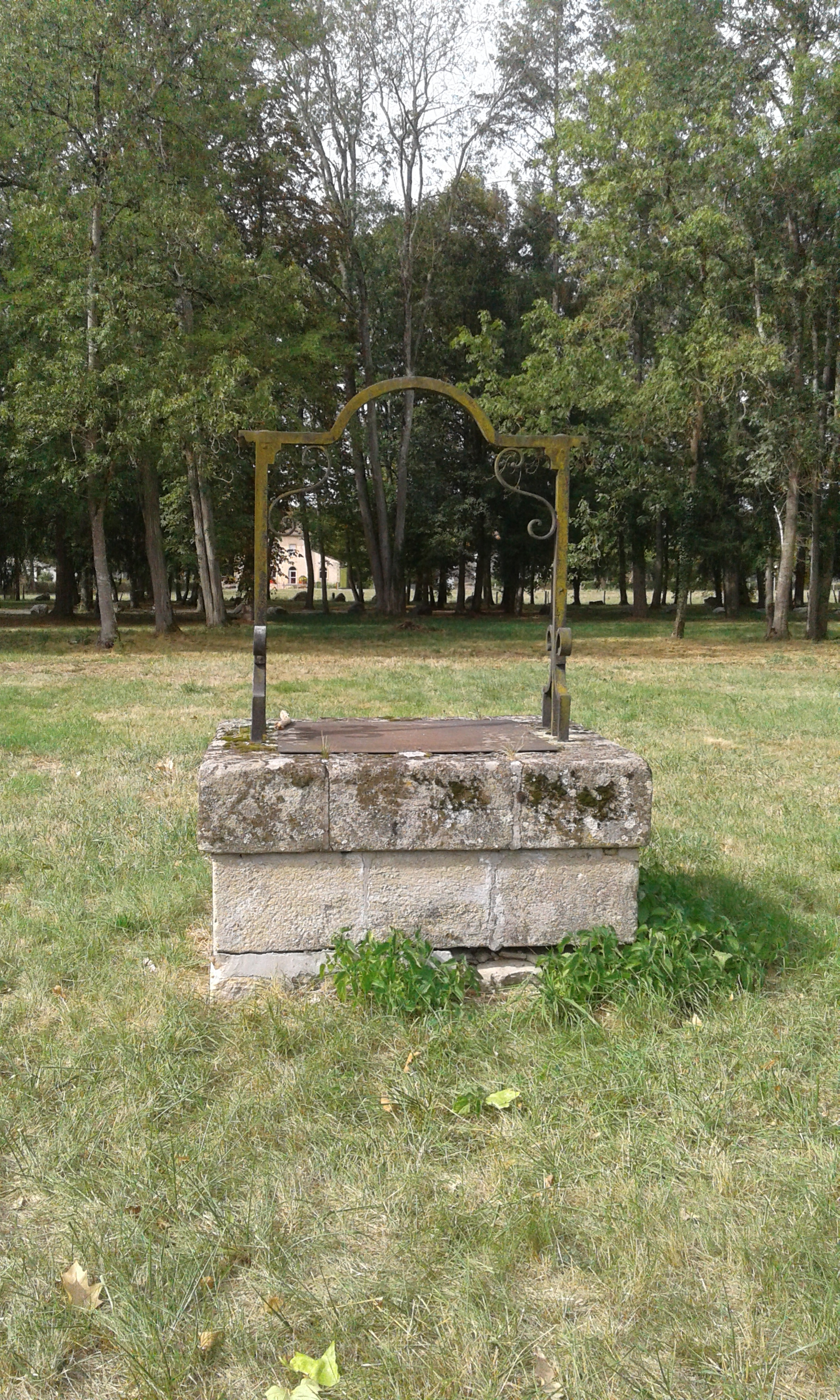
Puits du château du Parc maintenant (2021).

## Les Lieux-dits
A
- Attrecy

B
- Beaumont
- Beauvois

C
- Cefrin

D
- Daniel Dauvergne (Allée)

L
- L'Oseraie
- L'Ouche de Bey
- La Combatte
- La Condemine
- La Cote des Fourriers
- La Garenne
- La Jeunesse
- La Malvelle
- Le Bitoux
- Le Bourg
- Le Chassigneux
- Le Haut des Brosses
- Le Mauvais Pas
- Le Rompe
- Les Boudards
- Les Chevannes
- Les Contettes
- Les Douillets
- Les Preles
- Les Roches Maladroit
- Les Solins

M
- Meygniaud
- Montdemot

P
- Pièce de la Not

R
- Rochefort

T
- Terre des Viguerons

V
- Valette (Moulin de)